# Passavant-la-Rochère
Passavant-la-Rochère is een gemeente in het Franse departement Haute-Saône (regio Bourgogne-Franche-Comté) en telt 668 inwoners (2011). De plaats maakt deel uit van het arrondissement Vesoul.

## Geografie
De oppervlakte van Passavant-la-Rochère bedraagt 30,1 km², de bevolkingsdichtheid is 22,2 inwoners per km².
Het dorp bestaat uit een drietal woonkernen te weten: Passavant, la Côte en la Rochère
De onderstaande kaart toont de ligging van Passavant-la-Rochère met de belangrijkste infrastructuur en aangrenzende gemeenten.

## Demografie
Onderstaande figuur toont het verloop van het inwonertal (bron: INSEE-tellingen).

## Geschiedenis
In Passavant-la-Rochère hebben een aantal fabrieken voor het maken van dakpannen gestaan, omdat het tot de tweede helft van de 20e eeuw goedkoper en makkelijker was om klei naar de fabrieken te brengen in plaats van hout.
Om dezelfde reden waren er al een aantal eeuwen een groot aantal glasfabrieken in de omgeving van Passavant gevestigd. De glasfabriek in la Rochère is de laatst overgebleven fabriek die nog -deels op ambachtelijke wijze- glazen gebruiksvoorwerpen en dakpannen maakt.